# Гвюдни Халльдоурсдоуттир
Гвюдни Халльдоурсдоуттир (исл. Guðný Halldórsdóttir; род. 23 января 1954, Исландия) — исландский кинорежиссёр, кинодраматург.

## Биография
Дочь писателя Халльдоура Кильяна Лакснесса (1902—1998), лауреата Нобелевской премии по литературе 1955 года и его второй жены Эйдюр Свейнсдоуттир (Auður Sveinsdóttir; 1918—2012). У неё есть сестра Сигридюр (Sigríður; род. 26 мая 1951).
Выросла в доме Гльюфрастейдн, построенном её родителями.
Первый опыт кинопроизводства получила на съёмках телевизионного фильма, экранизации романа отца «Брехкукотская летопись» (Brekkukotsannáll), где работала помощником, а затем на съёмках телевизионного фильма, экранизации романа отца «Возвращённый рай» (Paradísarheimt). Оба фильма снял немецкий режиссёр Рольф Хедрих по заказу компании Norddeutscher Rundfunk.
В возрасте 20 лет сбежала из дома. Была хиппи. Работала в приюте для мальчиков, малолетних правонарушителей. Об этом опыте рассказала в фильме «На семи ветрах» (Veðramót, 2007), который был показан в конкурсной программе Московского международного кинофестиваля 2008 года.
В 1980 году уехала в Лондон, чтобы учиться в Лондонской киношколе (LFS).
В 1983 году основала с подругами женскую кинокомпанию Umbi.
Выступила соавтором сценария комедии «Весть Сандре» (Skilaboð til Söndru, 1983) по роману Йёкюдля Якобссона (Jökull Jakobsson; 1933—1978), режиссёр — Кристин Паульсдоуттир (Kristín Pálsdóttir). Выступила продюсером комедии «Золотой песок» (Gullsandur, 1984), режиссёр — Аугуст Гвюдмюндссон.
Написала сценарий популярной комедии «Стелла в отпуске» (Stella í orlofi, 1986) с Эддой Бьёргвинсдоуттир в главной роли, режиссёром которой выступила Тоурхильдюр Торлейфсдоуттир. Позже как режиссёр сняла по своему сценарию продолжение — «Стелла на выборах» (Stella í framboði, 2002).
Режиссёрским дебютом стала экранизация романа отца — «Церковь под ледником» (Kristnihald undir Jökli, 1989). Фильм был заявлен Исландией на премию «Оскар» за лучший фильм на иностранном языке, но не номинирован.
Следующая экранизация романа отца — «Честь дома» (Úngfrúin góða og Húsið, 1999) получила 5 премий «Эдда», в том числе за лучший фильм и за режиссуру, а также была заявлена Исландией на премию «Оскар» за лучший фильм на иностранном языке, но также не номинирована.
Сняла по своему сценарию комедию «Мужской хор Гекла» (Karlakórinn Hekla, 1992).
Является режиссёром документальных фильмов, также работала для телевидения. 
Гвюдрун Эльса Брагадоуттир (Guðrún Elsa Bragadóttir), преподаватель кинопроизводства Исландской академии искусств и Кристин Свава Тоумасдоуттир, историк и писатель написали книгу «Дюна: История кинематографистки» (Duna: Saga kvikmyndagerðarkonu) о Гвюдни Халльдоурсдоуттир.

## Личная жизнь
Муж — Халльдоур Торгейрссон (Halldór Þorgeirsson). Её сын — Халльдоур Лакснесс Халльдоурссон (Halldór Laxness Halldórsson; род. 16 мая 1985), актёр и рэпер, известный как Dóri DNA.